# マックス・ヒンデル
マックス･ヒンデル(Max Hinder　1887年1月20日-1963年1月末)は、スイスの建築家。チューリッヒ出身。

## 経歴
- 1916年、設計事務所を開設。本格的活動を開始。
- 1924年、義弟ハンス･コーラの勧めで北海道へ移住を決意。妻を伴い札幌市に移住。
  - 北海道で教会関係を中心に16余の建築物を設計。北海道における「近代建築の開拓者」と言われる。
- 1927年コーラの死去により横浜市に移り住む。
- 1940年第二次世界大戦中のドイツに帰国。
- 1963年1月末、ドイツ、レーゲンで死去。

## 作品

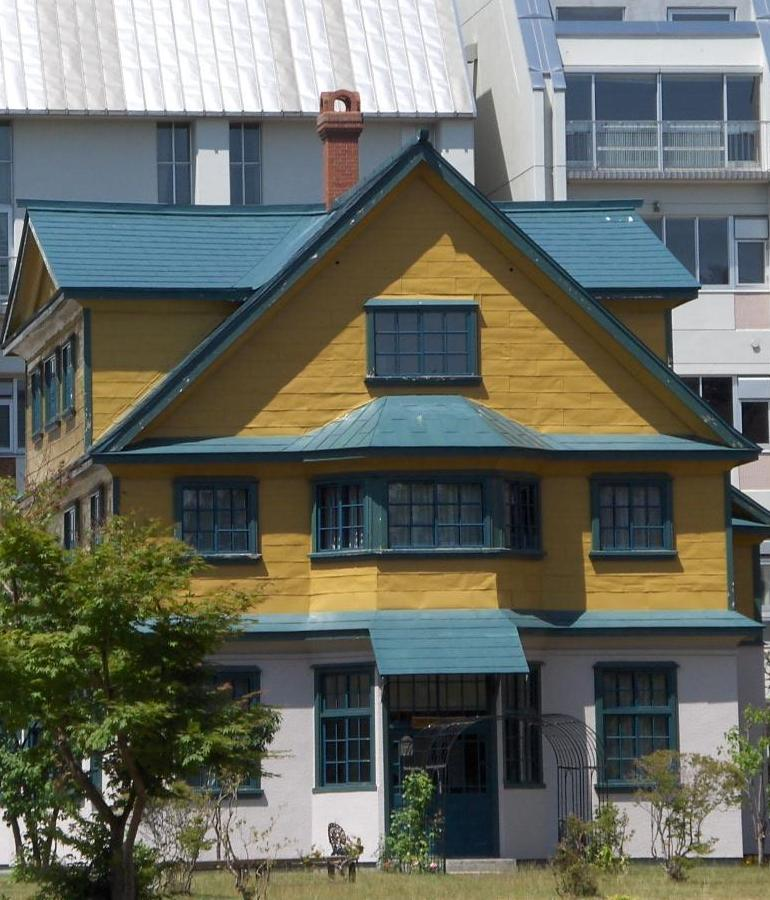
北星女学校教師館
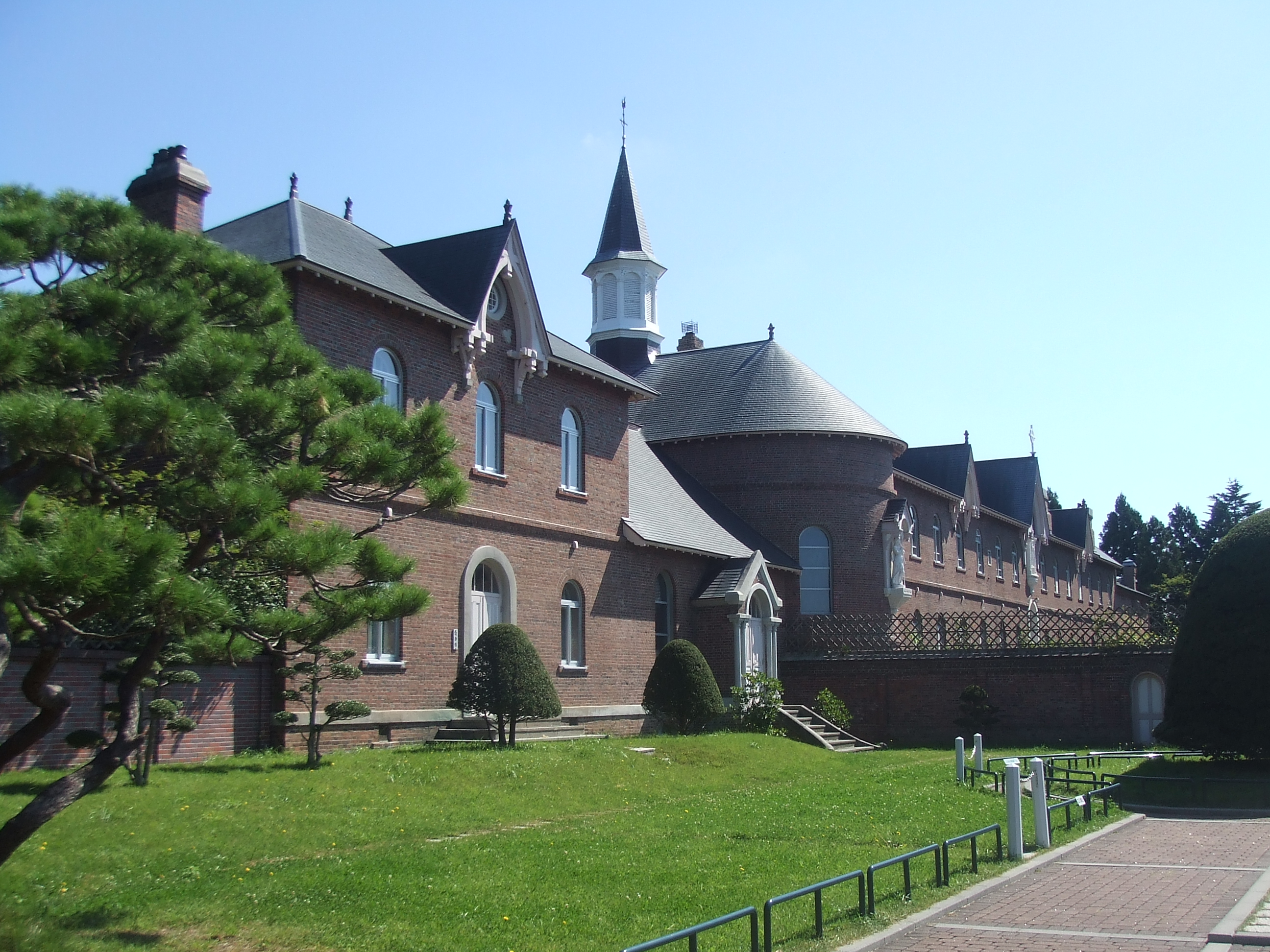
天使の聖母トラピスチヌ修道院
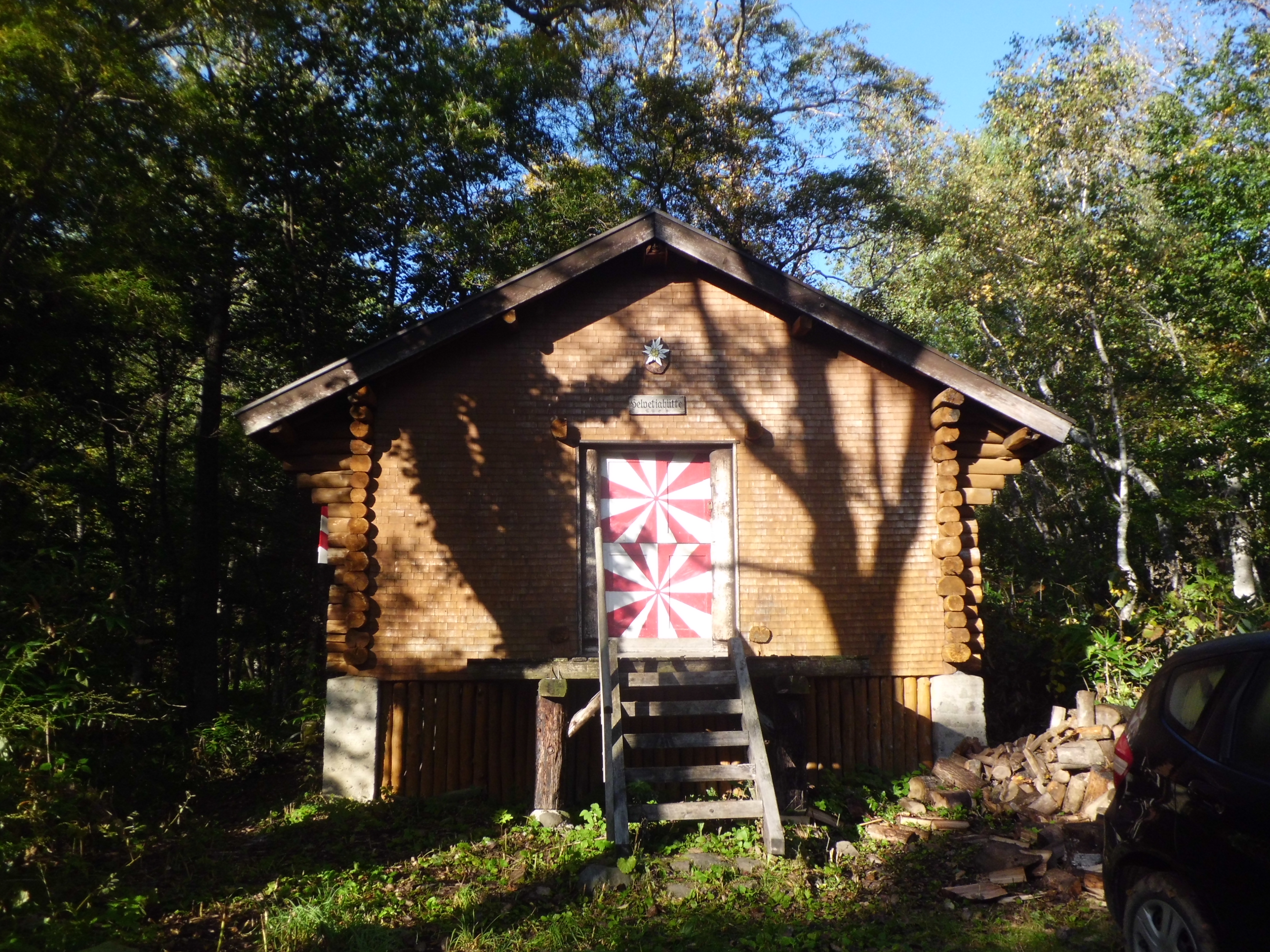
ヘルヴェチア・ヒュッテ
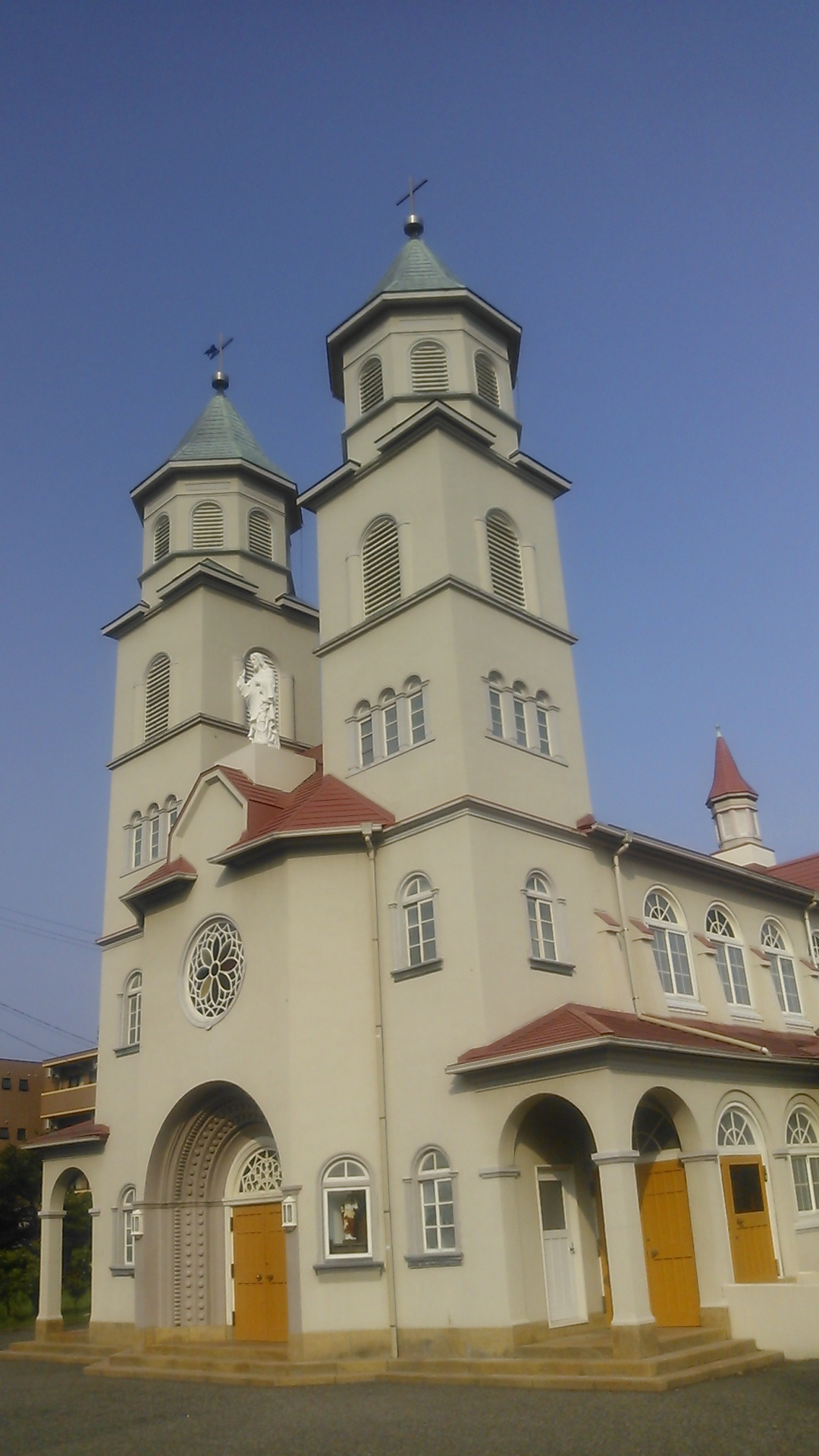
カトリック新潟教会
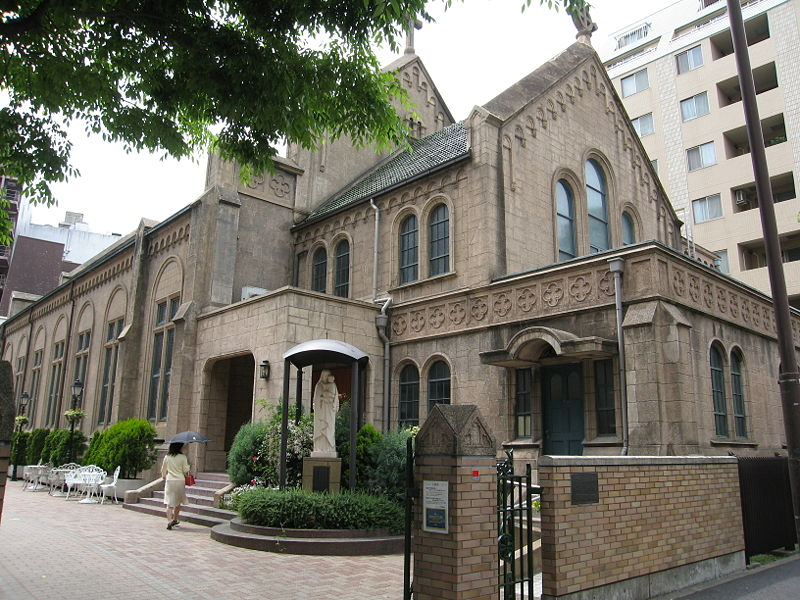
カトリック神田教会
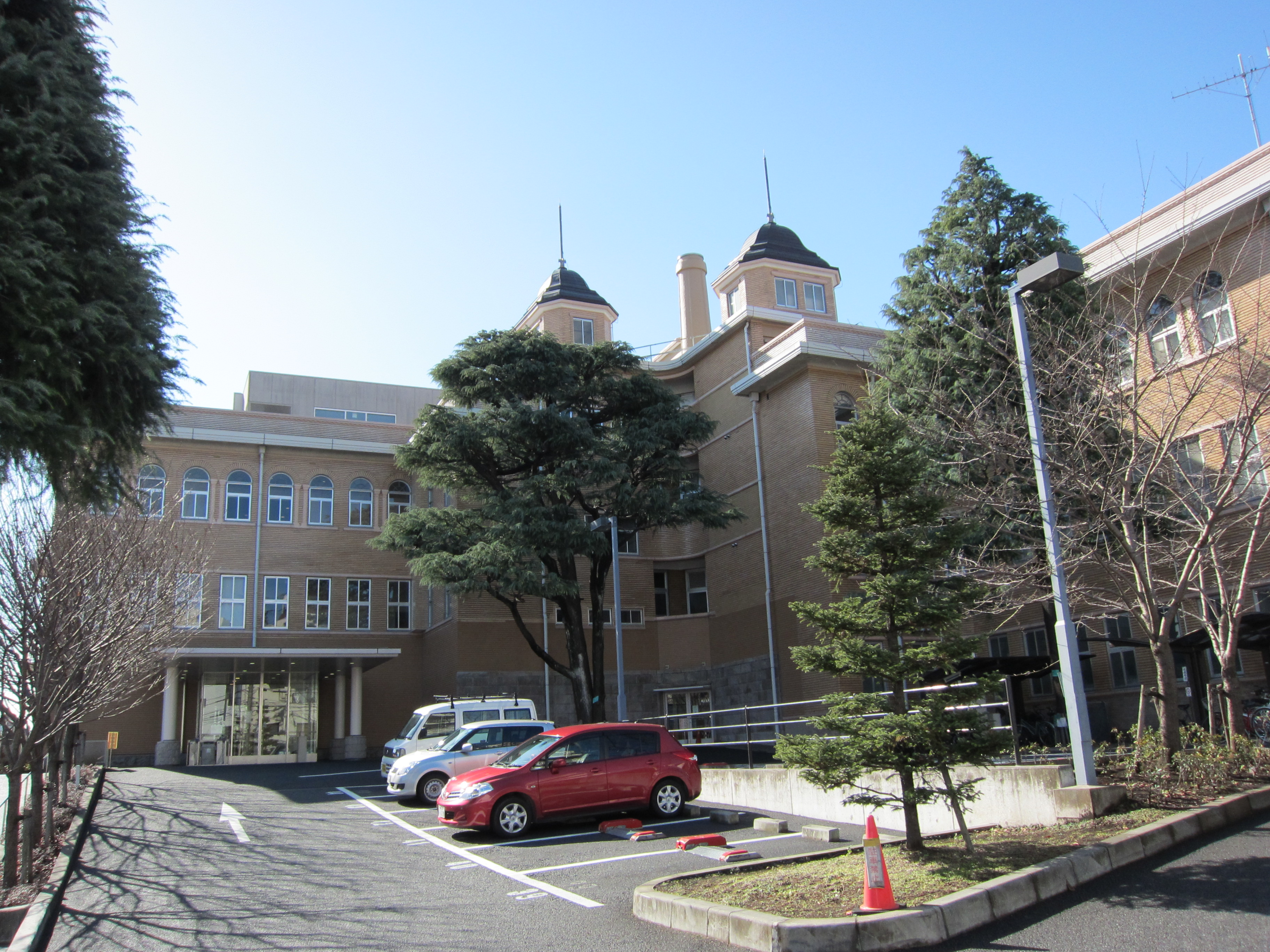
聖母病院
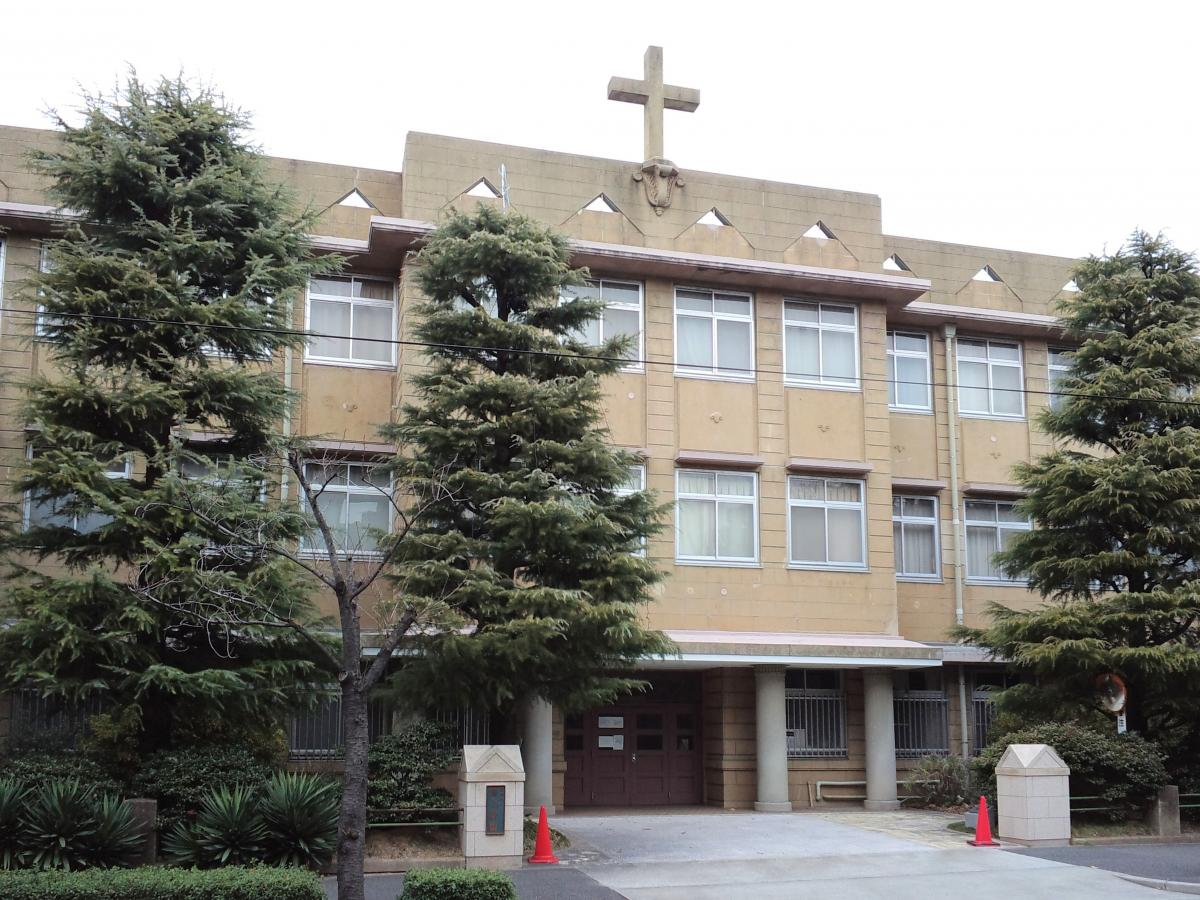
旧南山中学校本館
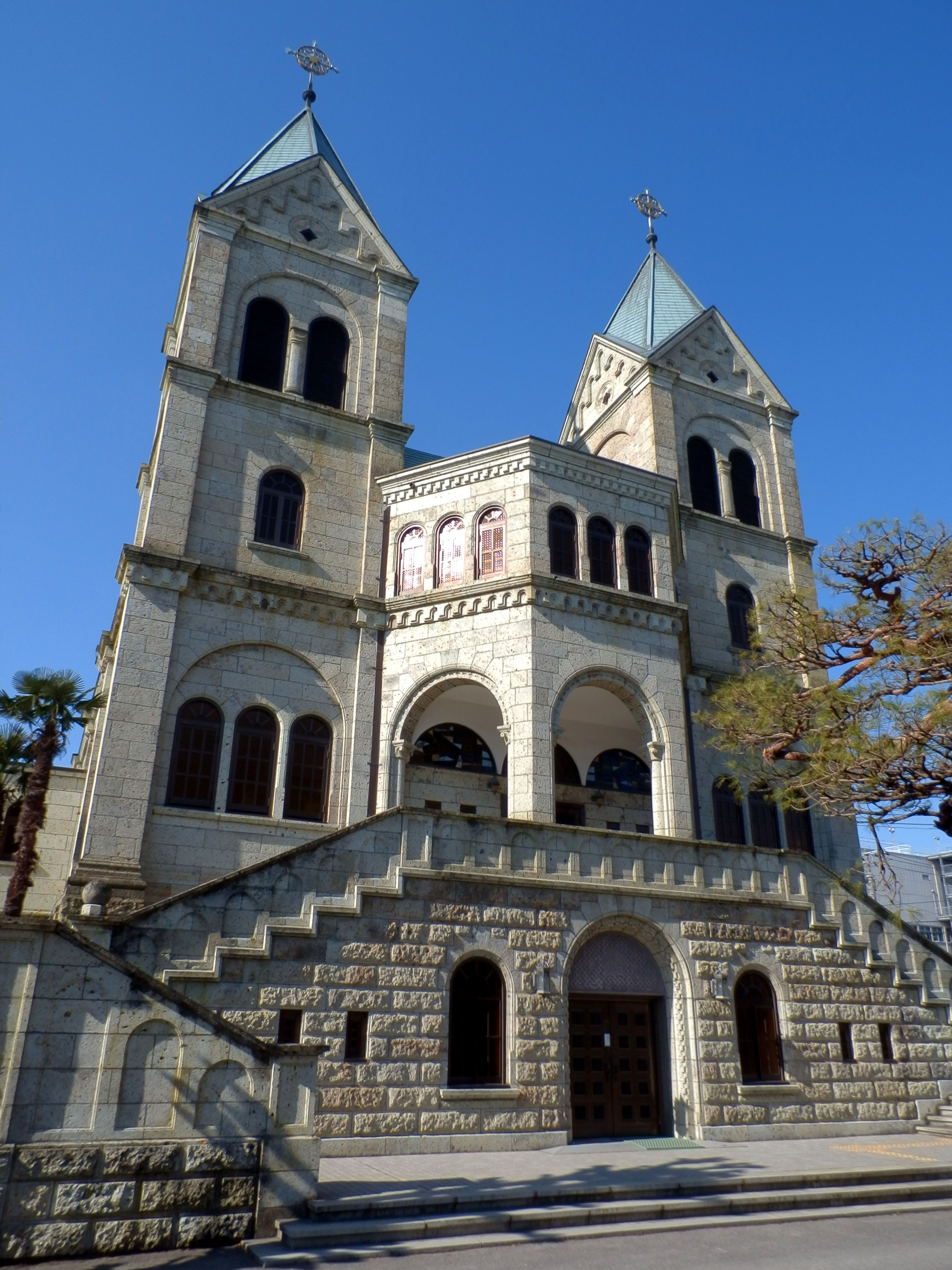
松が峰教会

| 名称                                        | 年                 | 所在地           | 状態           | 備考 |
| ------------------------------------------- | ------------------ | ---------------- | -------------- | ---- |
| 東光園円い家                                | 1924年（大正13年） | 北海道札幌市     | 現存せず       |      |
| 札幌藤高等女学校                            | 1924年（大正13年） | 北海道札幌市     | 現存せず       |      |
| 柳邸                                        | 1925年（大正14年） | 北海道札幌市     | 現存せず       |      |
| 大野邸                                      | 1925年（大正14年） | 北海道札幌市     | 現存せず       |      |
| 山崎邸                                      | 1925年（大正14年） | 北海道札幌市     | 現存せず       |      |
| 林邸                                        | 1925年（大正14年） | 北海道札幌市     | 現存せず       |      |
| 北星女学校教師館 (北星学園創立百周年記念館) | 1926年（大正15年） | 北海道札幌市     | 登録有形文化財 |      |
| 天使の聖母トラピスチヌ修道院                | 1927年（昭和2年）  | 北海道函館市     |                |      |
| ヘルヴェチア・ヒュッテ                      | 1927年（昭和2年）  | 北海道札幌市南区 |                |      |
| カトリック新潟教会・司教館                  | 1927年（昭和2年）  | 新潟市中央区     |                |      |
| ヒンデル自邸                                | 1927年（昭和2年）  | 神奈川県横浜市   |                |      |
| 秩父宮殿下ヒュッテ(空沼小屋)                | 1928年（昭和3年）  | 北海道札幌市     |                |      |
| 北星女学校校舎                              | 1928年（昭和3年）  | 北海道札幌市     | 現存せず       |      |
| カトリック神田教会                          | 1928年（昭和3年）  | 東京都千代田区   | 登録有形文化財 |      |
| 聖母病院                                    | 1931年（昭和6年）  | 東京都新宿区     |                |      |
| 上智大学1号館                               | 1931年（昭和6年）  | 東京都千代田区   |                |      |
| 金沢聖霊修道院聖堂 (金沢聖霊総合病院聖堂)   | 1931年（昭和6年）  | 石川県金沢市     |                |      |
| 旧南山中学校本館 (南山学園ライネルス館)     | 1932年（昭和7年）  | 愛知県名古屋市   | 登録有形文化財 |      |
| 松が峰教会                                  | 1932年（昭和7年）  | 栃木県宇都宮市   | 登録有形文化財 |      |
| カトリック十和田教会                        | 1932年（昭和7年）  | 青森県十和田市   | 登録有形文化財 |      |

- 北星女学校教師館
- 天使の聖母トラピスチヌ修道院
- ヘルヴェチア・ヒュッテ
- カトリック新潟教会
- カトリック神田教会
- 聖母病院
- 旧南山中学校本館
- 松が峰教会